# Маккиндер, Хэлфорд Джон

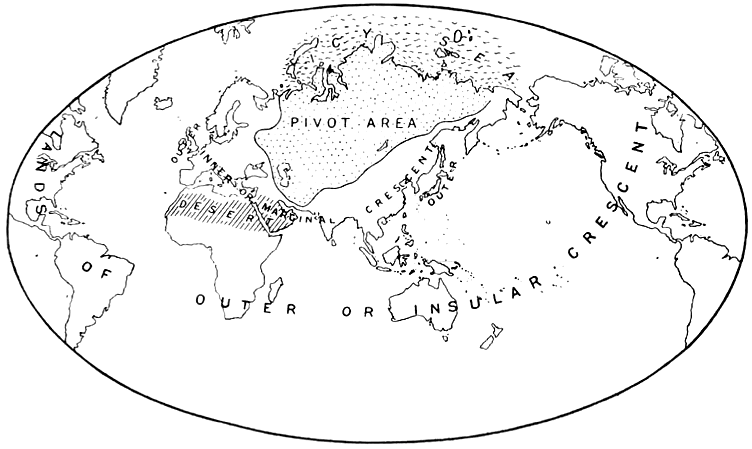
Хартленд

Сэр Хэлфорд Джон Маккиндер (англ. Halford John Mackinder; 15 февраля 1861 — 6 марта 1947) — английский географ и геополитик, член Тайного совета, автор концепции «Хартленда».

## Биография
С 1887 года преподавал географию в Оксфордском университете, пока не был назначен директором Лондонской школы экономики и политических наук. С 1910 по 1922 год он был членом палаты общин, а в промежутке (1919—1920) британским посланником в Южной России.
Пришёл в геополитику в 1904 году. В том же году издан его главный труд «Географическая ось истории» (англ. Geographical pivot of history), в котором Маккиндер вводит понятие Хартленда. Часто именно публикация этого произведения рассматривается как начало геополитики как науки, хотя сам Маккиндер не использовал этот термин.
Хартлендом (англ. Heartland — «сердцевинная земля») Маккиндер назвал центральную часть Евразии, вокруг которой расположены внутренняя дуга (Европа — Аравия — Индокитай) и периферийная дуга (Америка — Африка — Океания). К периферии Маккиндер отнес и Соединённые Штаты Америки.
Маккиндер, в отличие от большинства своих соотечественников, придавал большее для геополитического положения государства значение земной массе, чем морскому могуществу. В 1919 году, сразу после окончания Первой мировой войны выходит второй его труд — «Демократические идеалы и реальность», где он сформулировал свою максиму следующим образом: «Кто контролирует Восточную Европу, тот командует Хартлендом; Кто контролирует Хартленд, тот командует Мировым островом (то есть Евразией и Африкой); Кто контролирует Мировой остров, тот командует миром».
В 1943 году выходит последний, третий труд Маккиндера — «Земной шар и достижение мира», где кардинально пересматривается будущее мировое устройство после окончания Второй мировой войны. В своей работе Маккиндер вводит новую геополитическую ось — США, обосновывает идею геополитических блоков и предсказывает становление двуполярного мира, вращающегося вокруг двух противостоящих друг другу осей: Соединённых Штатов и Советского Союза (Хартленда). Поэтому Маккиндера принято считать основоположником теории Атлантизма.

## Деятельность в Южной России
В 1919 году Халфорд Маккиндер был назначен британским Верховным комиссаром на юге России (пост верховного комиссара на оккупированной странами Антанты Украине) и послан через Восточную Европу для того, чтобы сообщать о состоянии антибольшевистских сил, возглавляемых генералом Деникиным.
Эта миссия позволила Маккиндеру давать свои рекомендации британскому правительству по геополитике в Центральной Азии в духе идей, которые он опубликовал в книге Демократические идеалы и действительность. Маккиндер, участвуя в подготовке Версальского договора после завершения Первой мировой войны, добился того, чтобы в договоре было закреплено появление лимитрофных государств (Польша, Румыния, Чехословакия, Эстония, Латвия, Литва), которые бы разделили германцев и славян.

#### Переводы на русский язык
- Маккиндер Х. Географическая ось истории / пер. с англ. В. Желнинова. — М.: АСТ, 2021. — 288 с. — (Мировой порядок). — ISBN 978-5-17-135843-3.